# Niederlausitz

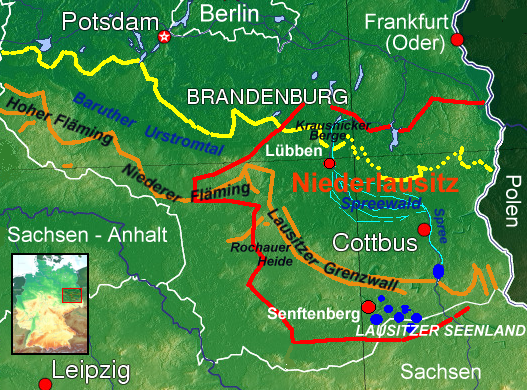
Karta

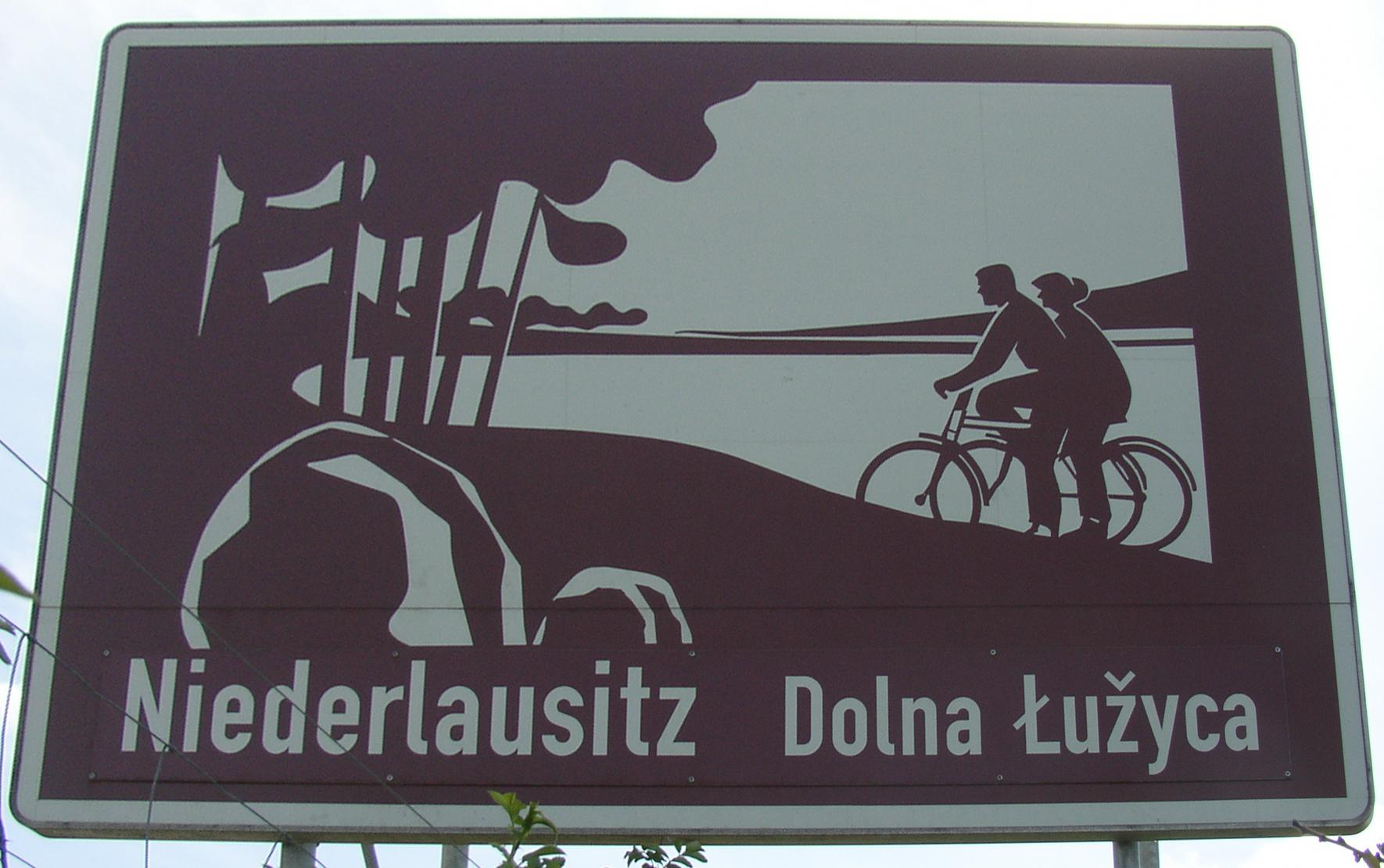
A13 Berlin-Dresden

Niederlausitz (lågsorbiska: Dolna Łužyca, polska: Łużyce Dolne) är en region och historiskt landskap som ligger i södra delen av den tyska delstaten Brandenburg och västra Polen. I söder gränsar den till Oberlausitz och Nedre Schlesien. Den största staden är Cottbus i Tyskland, och den viktigaste staden på den polska sidan av gränsen är Żary. En del av befolkningen är sorber och talar lågsorbiska, som i delar av regionen är officiellt minoritetsspråk.
Niederlausitz är en del av den större regionen Lausitz.